# Fețele din Bélmez

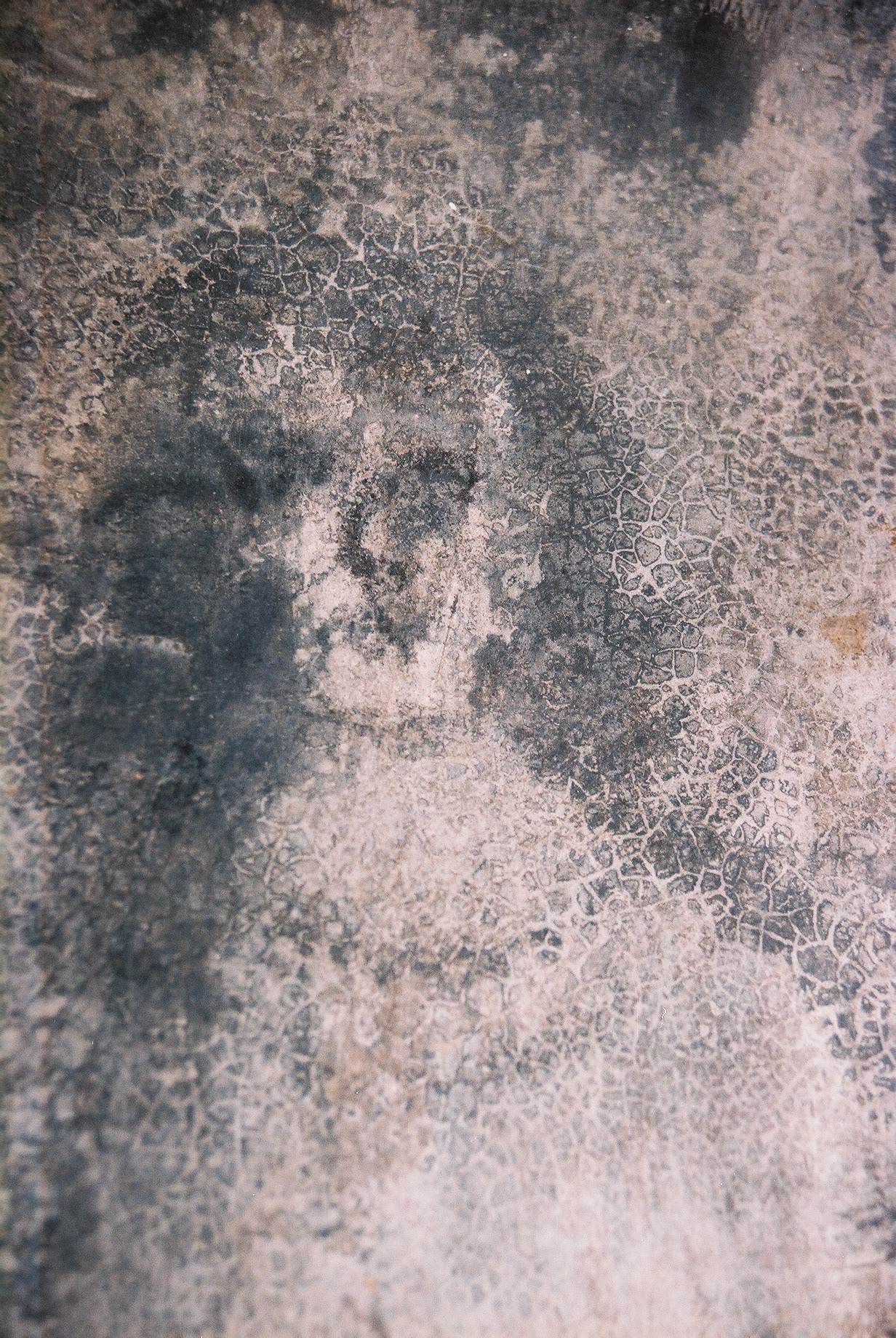
O imagine din 1992 cu o presupusă față în Casa Fețelor

Fețele din Bélmez (în spaniolă Caras de Bélmez[ˈbel.meθ]) reprezintă un fenomen paranormal presupus care a apărut într-o casă privată din Spania. Fenomenul a început în 1971, când rezidenții au afirmat că imagini cu fețe extrem de neliniștitoare au apărut pe podeaua de beton a casei.
Situate în locuința familiei Pereira de pe Calle Real 5, în Bélmez de la Moraleda, Jaén, Andaluzia, Spania, fețele din Bélmez au atras un număr mare de vizitatori curioși.
Diferite fețe ar fi apărut și dispărut la intervale neregulate începând din 1971 și au fost frecvent fotografiate de ziarele locale și de vizitatori. Mulți locuitori din Bélmez cred că fețele nu sunt rezultatul unei intervenții umane. Unii investigatori paranormali consideră că este un fenomen de tip „fotografie mentală”, produs subconștient de fosta proprietară decedată a casei, María Gómez Cámara.
Cercetători sceptici au efectuat teste ample asupra fețelor și susțin că acestea sunt falsuri, posibile a fi create ca parte a unei farse. Se suspectează că familia Pereira ar fi putut organiza această farsă în scopuri financiare.

## Istorie
Relatările despre aparițiile din Bélmez au început pe 23 august 1971, când María Gómez Cámara a susținut că o față umană s-a format spontan pe podeaua de beton a bucătăriei sale. Soțul Maríei, Juan Pereira, și fiul lor, Miguel, au distrus imaginea cu un târnăcop, iar un nou strat de beton a fost turnat. Totuși, conform povestirii familiei Pereira, o nouă față s-a format pe podea. Primarul din Bélmez a fost informat și a interzis distrugerea noii fețe. În schimb, betonul de pe podea a fost decupat și trimis pentru a fi studiat.
Casa Maríei a fost promovată turiștilor sub numele de La Casa de las Caras (Casa Fețelor). Până la Paștele din 1972, sute de oameni vizitau casa pentru a vedea fețele. În următorii 30 de ani, familia Pereira a susținut că fețele au continuat să apară, incluzând fețe de bărbați și femei, de diferite forme, dimensiuni și expresii.

## Investigații
Au existat mai multe investigații asupra cazului Bélmez:

### Ipoteza falsificării
Într-un articol publicat în ediția din iulie 1993 a Journal of the Society for Psychical Research, Luis Ruiz-Noguez a observat prezența a trei cationi folosiți ca pigmenți în fabricarea vopselei: zinc, plumb și crom. Doi dintre aceștia, plumbul și cromul, susțin ipoteza utilizării vopselei pentru crearea fețelor din Bélmez. Ruiz-Noguez a propus că plumbul a fost utilizat din mai multe motive:
1. Plumbul a fost, timp de mulți ani, cel mai utilizat pigment pentru culorile primare.
2. Procentajul de crom în analiză este prea mic pentru a fi o opțiune viabilă.
3. Plumbul tinde să cauzeze colorații întunecate, greu de observat; acest lucru nu se întâmplă în cazul cromului.
4. Cele mai comune și ieftine culori primare sunt emailurile ce conțin plumb, utilizate frecvent în gospodării și ușor de aplicat.

Analiza ICV nu demonstrează inexistența vopselei. Pe de altă parte, Ruiz-Noguez a menționat câteva obiecții la ipoteza folosirii vopselei pe eșantioanele ICV: emailurile de tip alchidic nu rezistă abraziunii; vopseaua lasă un film care se diferențiază ușor de substrat; iar rezistența chimică a emailurilor alchidice la acizi, alcalii și detergenți este redusă.
Manuel Martín Serrano, sociolog la Universitatea Complutense din Madrid, a scris un studiu detaliat, Sociología del Milagro (Sociologia Miracolului), care este prima carte scrisă de un sceptic despre acest caz. În cartea sa, Serrano intervievează zeci de locuitori din Bélmez, dar nu menționează nume specifice. Totuși, studiul său contribuie la explicarea dinamicii sociale a ceea ce el consideră a fi o farsă realizată pentru câștig financiar.
Deși José Luis Jordán a fost vicepreședintele Societății Spaniole de Parapsihologie, el era destul de sceptic. În lucrarea sa Casas Encantadas, Poltergeist, Jordán analizează cazuri de presupuse case bântuite din Spania, inclusiv cazul Bélmez.
În 1971, un departament al Ministerului de Interne al Spaniei i-a cerut lui Jordán să conducă o comisie care a desemnat diverși tehnicieni specializați în chimia betonului pentru a efectua un studiu exhaustiv al fenomenelor ciudate din Bélmez și să prezinte un raport autorităților. În raport, Jordán explorează mai multe posibilități de fraudă: „pigmentarea cu o substanță închisă la culoare, maronie”, „un amestec de funingine și oțet” și „acțiunea agresivă a unui compus chimic.” Într-un interviu realizat de doi membri ai Societății Spaniole de Parapsihologie, Jordán a declarat:
„În ceea ce privește enigma procedurii chimice, am rezolvat-o descoperind că acest compus poate fi găsit în orice farmacie dacă ceri un produs german pentru îndepărtarea petelor de beton. [Misterul] că imaginile erau invizibile și latente pentru un timp este astfel rezolvat.”
În Spania, alți parapsihologi sceptici au susținut ipoteza falsificării. Ramos Perera, președintele Societății Spaniole de Parapsihologie, a declarat că s-a descoperit că La Pava, prima și cea mai faimoasă dintre fețele din Bélmez, avea colorație și a dedus că fusese pictată:
„Prin fotografie în infraroșu am văzut că aceasta avea pigmentare adăugată [peste aspectul original], și chiar se puteau observa perii de la pensulă. Desigur, după aceea nu am mai avut niciun dubiu că fusese pictată.”
La Pava a fost ulterior încastrată în peretele casei Maríei pentru a fi expusă.
Pe lângă analizele ICV, au mai fost efectuate alte analize chimice asupra fețelor din Bélmez de către J.J. Alonso, cercetător la Consiliul Național de Cercetare al Spaniei. Raportul lui Alonso a fost publicat inițial în Psi Comunicación, revista Societății Spaniole de Parapsihologie. Totuși, rezultatele sunt ambigue în ceea ce privește modul de formare al imaginilor. De asemenea, Alonso a refuzat să se pronunțe asupra ipotezei fotografiei mentale. Analiza sa a confirmat însă prezența unui compus melanocratic.
În general, cimentul artificial este realizat din calcar, argilă și ghips (cimenturile naturale se obțin din roci ce conțin calcar și argilă). Principalele componente sunt varul și argila caolinitică. Există și cimenturi aluminice, derivate din materiale aluminice și var, care sunt de culoare neagră (melanocratice). Prezența aluminiului în analiza feței din Bélmez denumită El Pelao (Chelul) ar putea indica faptul că s-a utilizat un ciment de tip aluminic. Totuși, în raportul său, Alonso nu menționează procentajul cationului respectiv, structura sa, rezistența la compresiune, modulul de elasticitate, rezistența chimică sau alte caracteristici necesare pentru a diferenția un ciment Portland de un ciment aluminic.

### Ipoteza fotografiei mentale
Principalele cercetări ale cazului Bélmez au fost realizate de Hans Bender și Germán de Argumosa⁠(d). Ei au colaborat în Bélmez și Freiburg la începutul anilor 1970, când fenomenul presupus a început. Nici Bender, nici de Argumosa nu au publicat un raport oficial asupra acestuia. Bender a scris foarte puțin despre caz în jurnalul său Zeitschrift für Parapsychologie. Argumosa, un parapsiholog spaniol, a petrecut doi ani evaluând ceea ce credea a fi un mister gotic, dar nici el nu a publicat nimic despre subiect. Bender a menționat cazul în treacăt și s-a referit la el în unele dintre prelegerile sale. Declarația sa crucială se referea la sigilarea unor porțiuni de podea unde erau în curs de apariție unele fețe, folosind un material plastic transparent:
„În Bélmez, mici modificări ale configurației fețelor în perioada când fenomenul era sub sigiliu (atestat de un notar) au contribuit la asigurarea originii sale paranormale.”
Singurul susținător care a publicat o carte întreagă despre caz este José Martínez-Romero. Cartea sa, Las Caras de Bélmez, este o colecție de anecdote. Argumosa, care a fost principalul apărător al acestui caz în Spania, crede că Martínez-Romero a discreditat fenomenul prin cartea sa.
Cea mai serioasă publicație de până acum a unui susținător apare în primul capitol al cărții The Seen and the Unseen de Andrew Carr MacKenzie⁠(d). MacKenzie nu vorbea spaniolă și, în timpul șederii sale în Bélmez, nu a avut un interpret. Doar un șofer de taxi și fiul lui Martínez-Romero l-au putut ajuta, dar doar foarte puțin.

#### Analiza ICV
Studii științifice efectuate asupra unei fețe din Bélmez au fost realizate de Instituto de Cerámica y Vidrio (ICV) (Institutul de Ceramică și Sticlă), cu probe din două dintre fețele recuperate de echipa părintelui J.M. Pilón în septembrie 1990. Probele, una de 30 de miligrame și cealaltă de 60 de miligrame, au fost supuse unor teste variate, cum ar fi granulometrice, mineralogice și chimice. Conform lui Carballal, „rezultatul, exprimat într-o formă extrem de succintă, a fost că nu s-au găsit urme de vopsea în niciun loc.” Carballal nu menționează care fețe au fost analizate, nici ce parte a fețelor corespunde fiecărei probe, nici ce tip de analiză mineralogică sau chimică a fost efectuată.
|        | Proba A | Proba B |
| ------ | ------- | ------- |
| Zinc   | 0,96    | 0,40    |
| Bariu  | 0,02    | 0,15    |
| Cupru  | 0,01    | 0,16    |
| Crom   | 0,09    | 0,02    |
| Fosfor | 0,06    | 0,30    |
| Plumb  | 0,21    | 0,06    |

ICV este o instituție respectabilă, parte a Consiliului Național de Cercetare din Spania. În 1992, Pilón a publicat tabelul de mai sus în revista populară spaniolă Más Allá⁠(d).

### Comentariu
Luis Ruiz-Noguez consideră că cea mai plauzibilă explicație pentru efectul vizual al imaginilor din Bélmez este sugestia lui Jordán privind utilizarea unui agent chimic oxidant. Acestea ar putea include acidul nitric, sulfuric, muriatic, acetic și altele pentru a obține un astfel de efect. O altă posibilitate ar fi utilizarea agenților sensibili la lumină, cum ar fi nitrații de argint, care, atunci când sunt expuși la lumina ultravioletă a soarelui, se închid la culoare.
În general, ar putea exista cel puțin trei surse chimice capabile să producă un efect similar cu cel al fețelor din Bélmez:
1. Produse care afectează structura chimică a cimentului, inclusiv unii agenți oxidativi și mai mulți acizi (toate tipurile de ciment au o natură alcalină și, prin urmare, sunt ușor atacate de acizi).
2. Produse care lasă cimentul intact, dar îi schimbă structura chimică la contactul cu agenți externi, cum ar fi lumina sau reactivii chimici.
3. Utilizarea unui pigment într-un vehicul sau rășină, așa cum a discutat Ruiz-Noguez în comentariul său asupra tabelului ICV.

Conform lui Ramos Perera, ipoteza nr. 3 se referă la prima apariție a „feței de pe perete” din Bélmez: fața înfricoșătoare cunoscută sub numele de La Pava. În prezent, această față veche se estompează în cimentul întunecat și umed, așa cum se poate observa în fotografiile de pe diverse site-uri. Cercetătorul sceptic Joe Nickell⁠(d) a scris că fețele din Bélmez au fost falsificate intenționat, iar designul acestora arăta foarte amatoristic.
Brian Dunning de la Skeptoid a afirmat că „fețele s-au dovedit a fi pictate pe podeaua de ciment, inițial cu vopsea și ulterior cu acid, iar femeia care locuia în casă a fost descoperită că a perpetuat o farsă asupra publicului pentru câștig financiar.”

### Analiza medico-legală din 2014
În 2014, emisiunea de investigație jurnalistică Cuarto Milenio⁠(d), prezentată de Iker Jiménez, a efectuat o analiză tehnică pentru a descoperi posibila farsă. Cercetarea a fost realizată de José Javier Gracenea, doctor în inginerie chimică și director general al Medco, și Luis Alamancos, Criminalist⁠(d) medico-legal, președinte al Gabinete Pericial Inpeval și director al Institutului Spaniol de Criminalistică Aplicată, ulterior premiat cu Crucea Europeană de Onoare a Poliției.
După extragerea probelor din fețele respective, cu permisiunea proprietarului casei, Gracenea a concluzionat că imaginile „nu au fost realizate cu vopsea” și că, „în conformitate cu cunoștințele științifice și tehnicile utilizate în analiză, nu există manipulare externă sau elemente” în fețe. Alamancos a încercat să reproducă imagini similare printr-o varietate de metode considerate valide în investigațiile anterioare, inclusiv solvenți pentru ciment, acid clorhidric și azotat de argint. El a declarat că a eșuat în încercarea de a replica fețele, concluzionând că „cuvintele care rezumă [opinia sa] sunt o nedumerire absolută.”

## Fețele „noi” din Bélmez
María Gómez, presupusa medium care a produs aparițiile, a murit în februarie 2004, la vârsta de 85 de ani. După moartea ei, cercetătorul popular de fenomene paranormale Pedro Amorós a încercat să „descopere” mai multe apariții fotografice mentale în casa lui Gómez. Acest lucru a dus la un nou val de fețe din Bélmez. Cu toate acestea, afirmațiile lui Amorós au fost demontate în mass-media spaniolă. În noiembrie 2004, ziarul El Mundo a publicat articolul „Noile fețe din Bélmez falsificate de 'Ghostbusters' și guvernul municipal.”
În mai 2007, jurnalistul Javier Cavanilles și investigatorul Francisco Máñez au publicat o carte numită Los Caras de Bélmez, care are dublul înțeles de „Fețele din Bélmez” și „Escrocii din Bélmez”, în care explică istoria escrocheriei și îl indică pe fiul Mariei, Diego Pereira, ca autor al picturilor misterioase.